# Робер Манзон
Роберт Манзон (на френски: Robert Manzon) е бивш пилот от Формула 1.
Роден на 12 април 1917 г. в Марсилия, Франция. Починал 19 януари 2015.

## Формула 1
Роберт Манзон прави своя дебют във Формула 1 в Голямата награда на Монако на 21 май 1950 г. В световния шампионат записва 29 състезания (28 старта), като записва 16 точки.